# Joanna Sobieska
Joanna Sobieska (ur. 2 grudnia 1946 w Poznaniu) – polska aktorka filmowa, telewizyjna i teatralna.

## Życiorys
Ukończyła Państwową Wyższą Szkołę Teatralną w Warszawie w 1968 roku.
W latach 1968–1976 występowała w Teatrze Narodowym w Warszawie, a w latach 1976-1989 w Teatrze Polskim w Warszawie.

## Filmografia

### Serial tv
- 1991 – Panny i wdowy – obsada aktorska
- 1990 – Maria Curie (Marie Curie, une femme honorable jako Mary Rutheford
- 1981 – Lancet i pług, Nowa broń szwoleżerów, Bazar czy rewolucja w Najdłuższa wojna nowoczesnej Europy jako Hrabina Emilia Sczaniecka, miłość Karola Marcinkowskiego
- 1978 – Obwiniony w Układ krążenia jako Anna Lipczyc
- 1977 – Wysoka góra w Układ krążenia jako Anna Lipczyc
- 1973 – Nadzieje i upokorzenia, Komedia ludzka, Spotkanie w Sankt-Petersburgu w Wielka miłość Balzaka – obsada aktorska
- 1970 – Przez granicę w Przygody psa Cywila jako córka przemytnika
- 1970 – Klin, Pierścienie w Czterej pancerni i pies jako lekarka Irena

### Film fabularny – telewizyjny
- 1987 – Zero życia jako matka
- 1975 – Tylko Beatrycze jako matka Stanisława, Reiczka / Ulga
- 1973 – Poprzez piąty wymiar – obsada aktorska
- 1965 – Buty jako sanitariuszka

### Film fabularny
- 1991 – Panny i wdowy – obsada aktorska
- 1989 – Stan strachu – obsada aktorska
- 1975 – Obrazki z życia – obsada aktorska

## Spektakle Teatru Telewizji

### Spektakl telewizyjny
- 1989 – Vatzlav – obsada aktorska
- 1988 – Klęska Hipolita Matwiejewicza w 12 krzeseł – obsada aktorska
- 1987 – Wieczór Schillerowski – obsada aktorska
- 1983 – Non omnis moriar – obsada aktorska
- 1976 – Weteran i Pani jako żona
- 1975 – Bliźniak – obsada aktorska
- 1974 – Piękne lato w Sława i chwała jako Marysia Tatarska
- 1973 – Nie mam nic do powiedzenia jako lolitka
- 1972 – Walenty i Walentyna jako okularnik
- 1972 – Lato w Nohant jako Augustyna
- 1971 – Misterium niedzielne jako dziewczyna-anioł
- 1971 – Madzia w Iksinowie jako Madzia

### Widowisko poetyckie
- 1973 – Norwid – obsada aktorska

### Widowisko muzyczne
- 1972 – Ludwik Sempoliński – obsada aktorska

### Film dokumentalny
- 1967 – Raz, dwa, trzy jako ona sama, studentka PWST

## Odznaczenia
- 1979 Brązowy Krzyż Zasługi